# Топур (Венґровський повіт)
Топур (пол. Topór) — село в Польщі, у гміні Сточек Венґровського повіту Мазовецького воєводства.
Населення — 572 особи (2011).
У 1975-1998 роках село належало до Седлецького воєводства.

## Демографія
Демографічна структура станом на 31 березня 2011 року:
|          | Загалом | Допрацездатний вік | Працездатний вік | Постпрацездатний вік |
| -------- | ------- | ------------------ | ---------------- | -------------------- |
| Чоловіки | 291     | 74                 | 196              | 21                   |
| Жінки    | 281     | 59                 | 157              | 65                   |
| Разом    | 572     | 133                | 353              | 86                   |